# Haigerloch

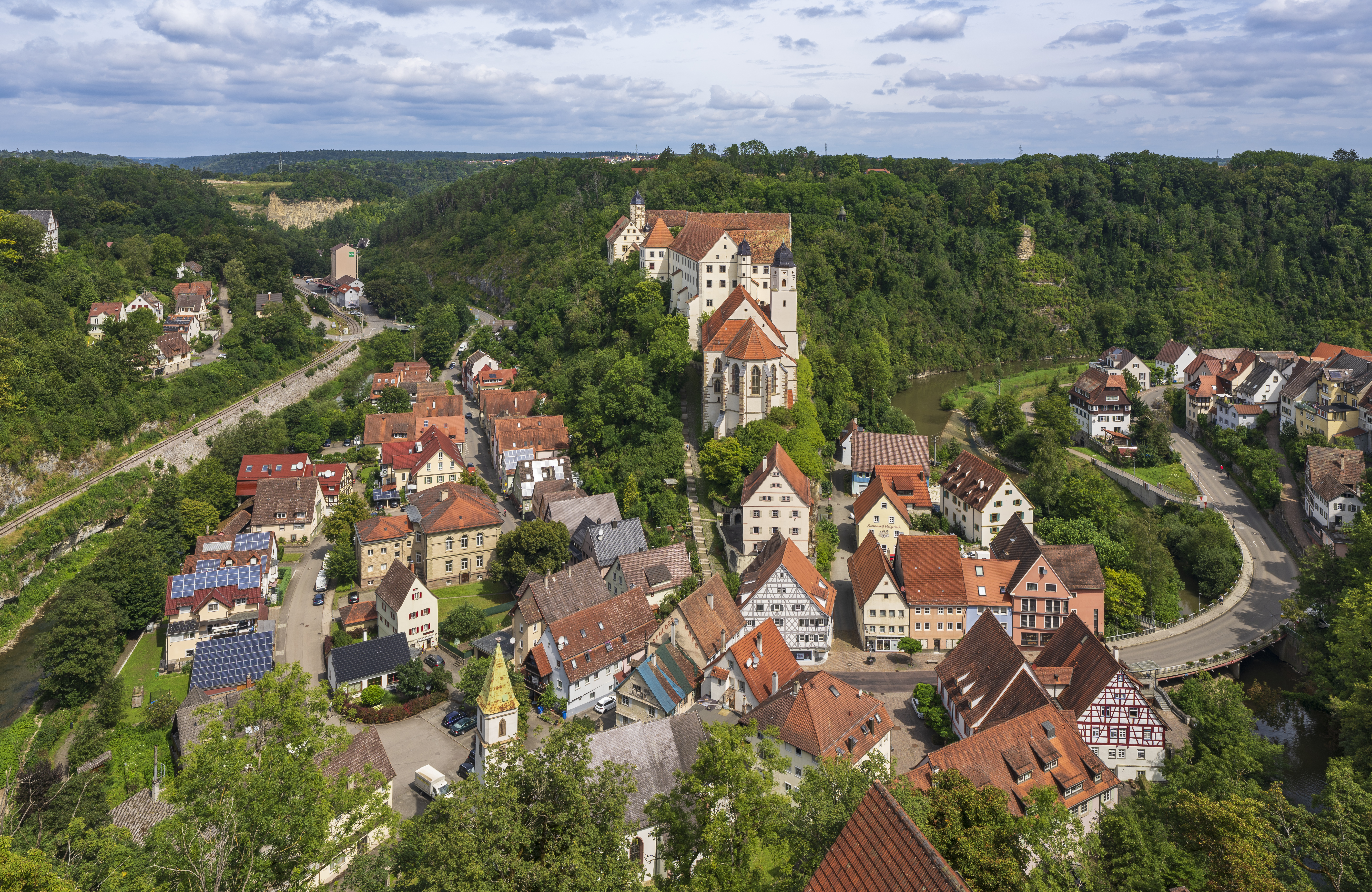
Unterstadt von Haigerloch mit der Schlosskirche

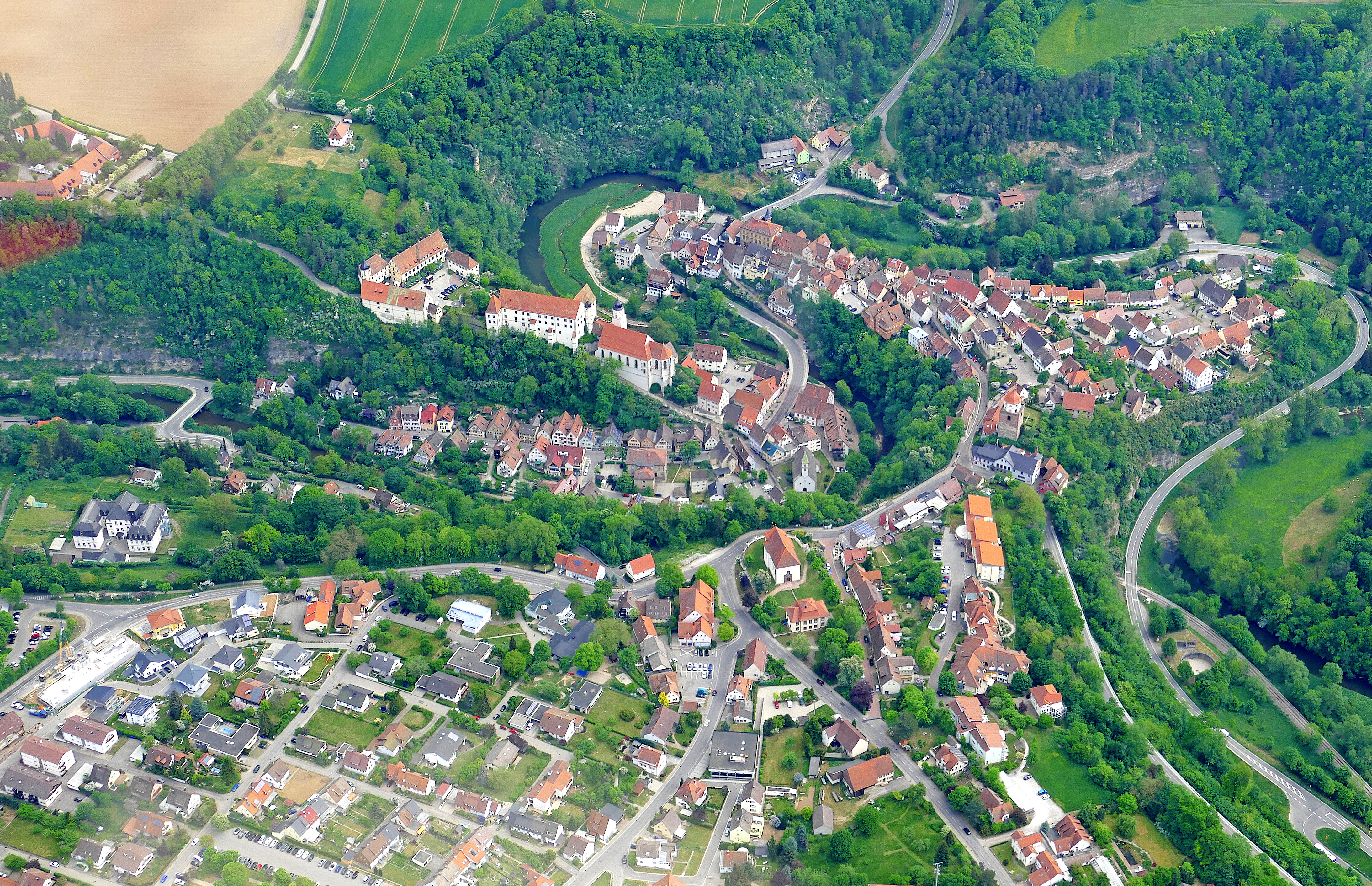
Luftbild des Zentrums von Haigerloch

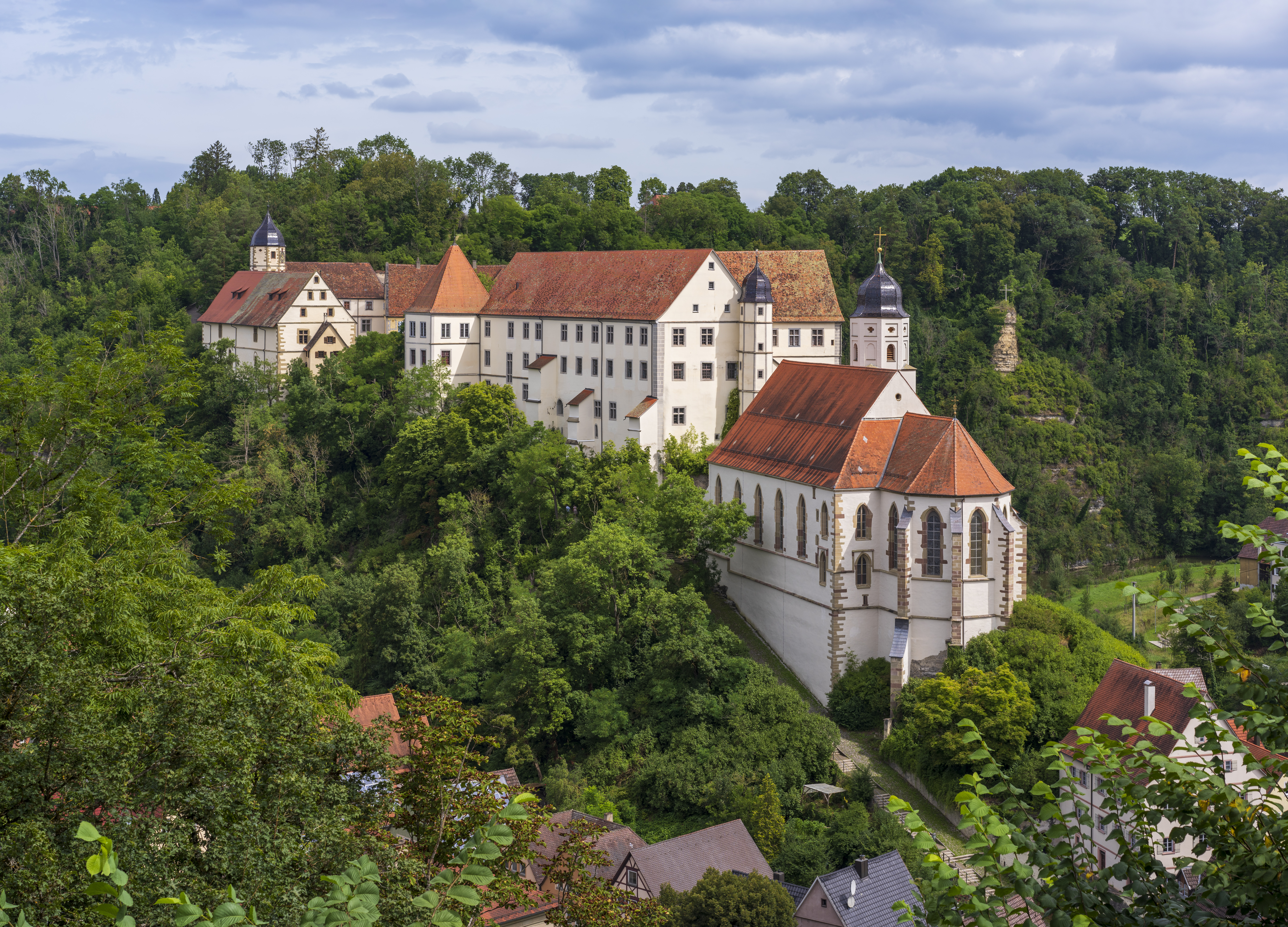
Schlosskirche und Schloss Haigerloch

Haigerloch ist eine Stadt im Zollernalbkreis in Baden-Württemberg (Deutschland).

## Geographie

### Geographische Lage
Haigerloch liegt nordwestlich der Schwäbischen Alb in 430 bis 550 Meter Höhe im Tal der Eyach, einem steilen Muschelkalktal, das hier zwei Schlingen bildet. Haigerloch nennt sich deshalb das Felsenstädtchen. Aufgrund des wildwachsenden Flieders ist auch die Bezeichnung „Fliederstädtchen“ geläufig.

### Nachbargemeinden
Die Gemeinden sind im Uhrzeigersinn von Norden her aufgeführt und gehören zum Zollernalbkreis, sofern nicht anders angegeben.
Starzach ¹, Rangendingen, Grosselfingen, Balingen, Geislingen, Rosenfeld, Sulz am Neckar ², Empfingen ³ und Horb am Neckar ³.

¹ Landkreis Tübingen

² Landkreis Rottweil

³ Landkreis Freudenstadt

### Stadtgliederung
Haigerloch besteht aus den neun Stadtteilen
- Bad Imnau,
- Bittelbronn,
- Gruol,
- Haigerloch,
- Hart,
- Owingen,
- Stetten,
- Trillfingen und
- Weildorf,

die räumlich identisch mit den früheren Gemeinden gleichen Namens sind. Die offizielle Bezeichnung der Stadtteile erfolgt in der Form „Haigerloch-…“.
Zum Stadtteil Bittelbronn gehören das Dorf Bittelbronn und der Weiler Henstetten. Zum Stadtteil Gruol gehören das Dorf Gruol, das Gehöft Haldenhof und die Häuser Kroppenhofen, Niederhofen, Schlößle, Stocken und Untere Mühle. Zum Stadtteil Haigerloch gehören die Stadt Haigerloch, die Höfe Hospach und Seehof, die Höfe Kirchlesäcker und die Häuser Karlstal. Zum Stadtteil Stetten gehören das Dorf Stetten und die Häuser Salzwerk. Zum Stadtteil Trillfingen gehören das Dorf Trillfingen, die fürstliche Domäne Salenhof, die Höfe Kremensee und die Häuser Sägewerk, Talmühle, Wirtschaft zum Karlstal und Zimmerei. Zu Owingen gehören die Höfe Birkenhof, Bühlerhof, Dietenbachhof, Weiherhof und „Gipsmühle“. Zu Weildorf gehören die Höfe Birkhof und Tannenburg. Zu den Stadtteilen Bad Imnau und Hart gehören jeweils nur die gleichnamigen Dörfer.
Im Stadtgebiet Haigerlochs liegen mehrere abgegangene, heute nicht mehr bestehende Ortschaften. Im Stadtteil Gruol lag, vermutlich im Hauser Tal, die Ortschaft Holzhausen, auf die die 1460 erwähnte Flur Hiltzhusen hindeutet. Im Stadtteil Owingen lag der im 16. Jahrhundert abgegangene Weiler Oberowingen und auch im Stadtteil Stetten der Ort Gailhofen. Gailhofen ist im 15. Jahrhundert abgegangen. In den Stadtteilen Stetten und Trillfingen lag die 1387 als Gislingen erwähnte Ortschaft Geislingen, die vermutlich im 14. Jahrhundert schon abgegangen ist. Nicht genau lokalisiert, aber möglicherweise im Stadtteil Weildorf lag die Ortschaft Arzingen, die als Flur artzinger hard 1460 Erwähnung findet.
| Ortsteil             |               | Einwohner     | Einwohner     | Einwohner     | Einwohner     |
| Ortsteil             | 31. Dez. 2024 | 31. Dez. 2023 | 31. Dez. 2022 | 31. Dez. 2019 | 31. Dez. 2018 |
| -------------------- | ------------- | ------------- | ------------- | ------------- | ------------- |
| Haigerloch Kernstadt | 2.379         | 2.349         | 2.292         | 2.262         | 2.179         |
| Stetten              | 1.651         | 1.629         | 1.656         | 1.649         | 1.649         |
| Gruol                | 1.622         | 1.656         | 1.671         | 1.658         | 1.654         |
| Owingen              | 1.569         | 1.574         | 1.590         | 1.465         | 1.447         |
| Trillfingen          | 1.361         | 1.365         | 1.342         | 1.346         | 1.349         |
| Weildorf             | 760           | 0.768         | 0.766         | 0.771         | 0.770         |
| Bittelbronn          | 700           | 0.681         | 0.643         | 0.626         | 0.622         |
| Bad Imnau            | 594           | 0.601         | 0.597         | 0.572         | 0.575         |
| Hart                 | 534           | 0.545         | 0.535         | 0.537         | 0.532         |
| Gesamtstadt          | 11.170        | 11.1680       | 11.0920       | 10.8860       | 10.7770       |

### Schutzgebiete

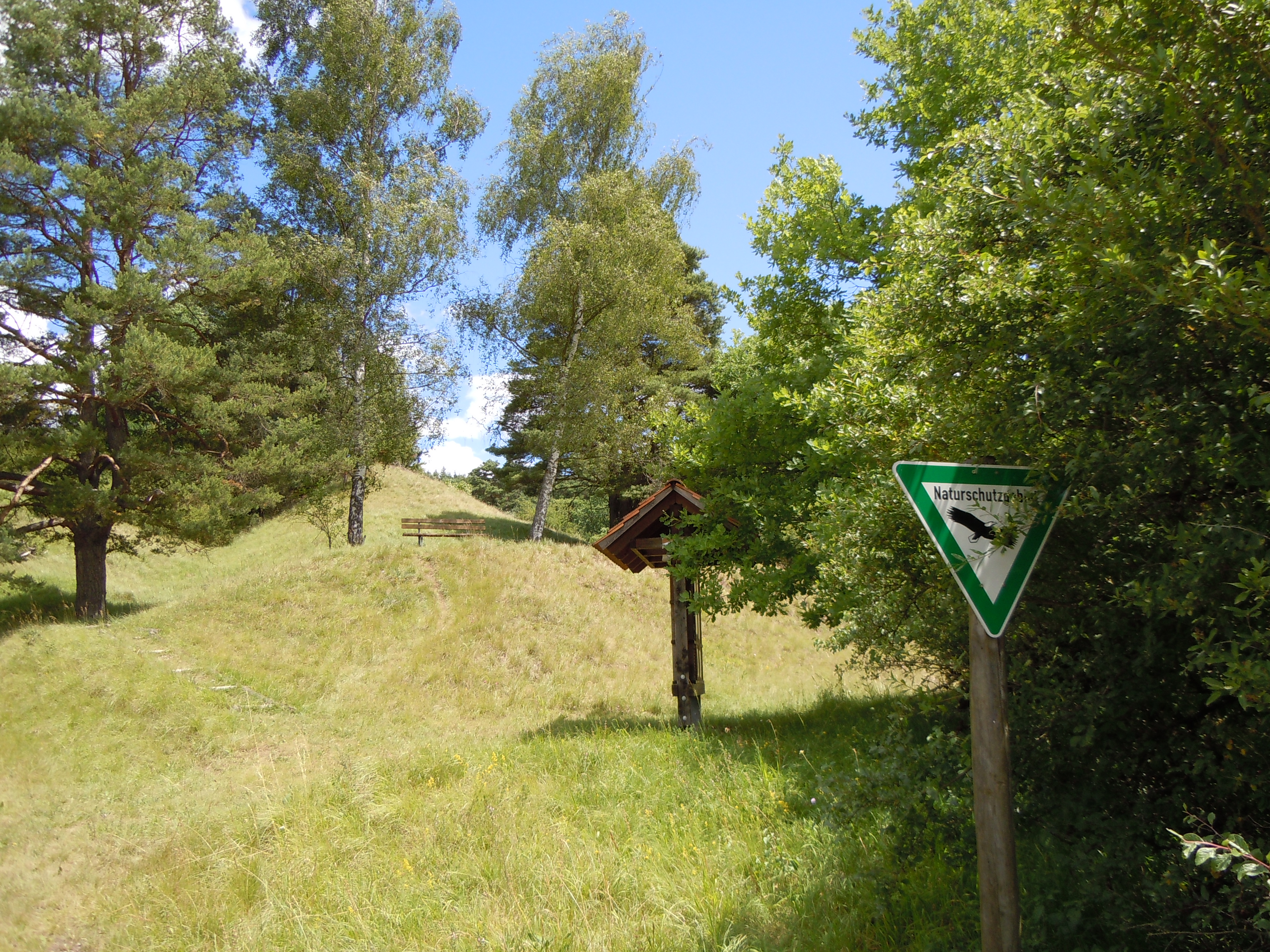
Naturschutzgebiet Owinger Bühl

In Haigerloch hat insbesondere das Eyachtal einen besonderen naturschutzfachlichen Wert, dort befinden sich auch die Naturschutzgebiete Owinger Bühl und Stettener Weinberg. Weitere Naturschutzgebiete in Haigerloch sind der Warrenberg, der Salenhofweiher und das Breilried.
Das Eyachtal ist auch als Landschaftsschutzgebiet Eyachtal im Bereich des ehemaligen Landkreises Hechingen geschützt. Auch die Weinberghalde Weildorf und die Weinberghalde Gruol stehen unter Landschaftsschutz. Haigerloch hat zudem mit acht Teilflächen Anteil am FFH-Gebiet Gebiete zwischen Bisingen, Haigerloch und Rosenfeld.

## Geschichte

### Mittelalter

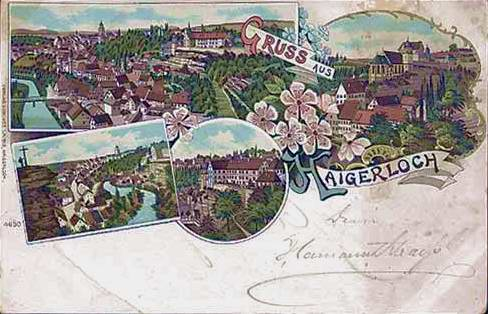
Haigerloch 1898

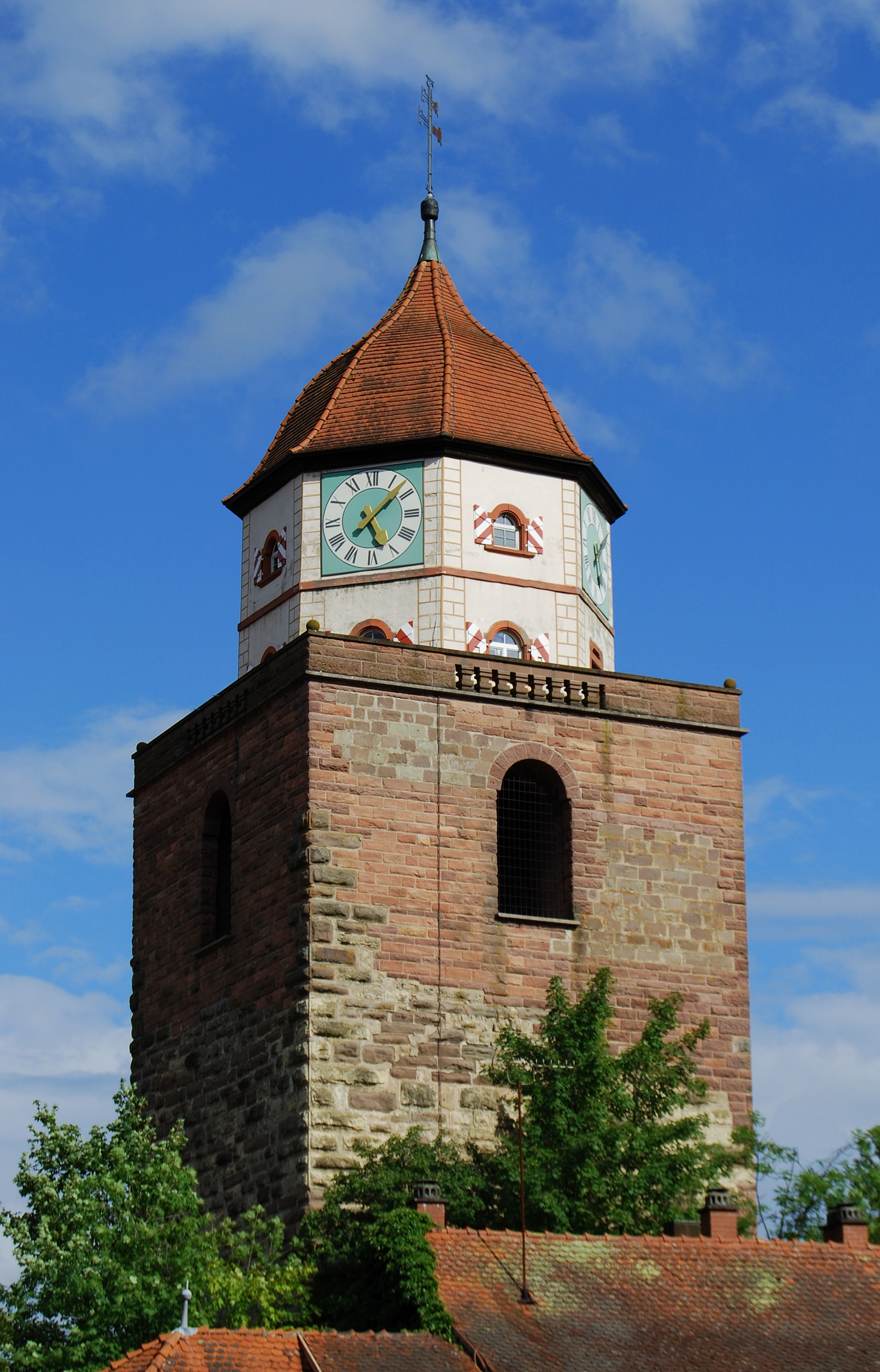
Der Römerturm (2010)

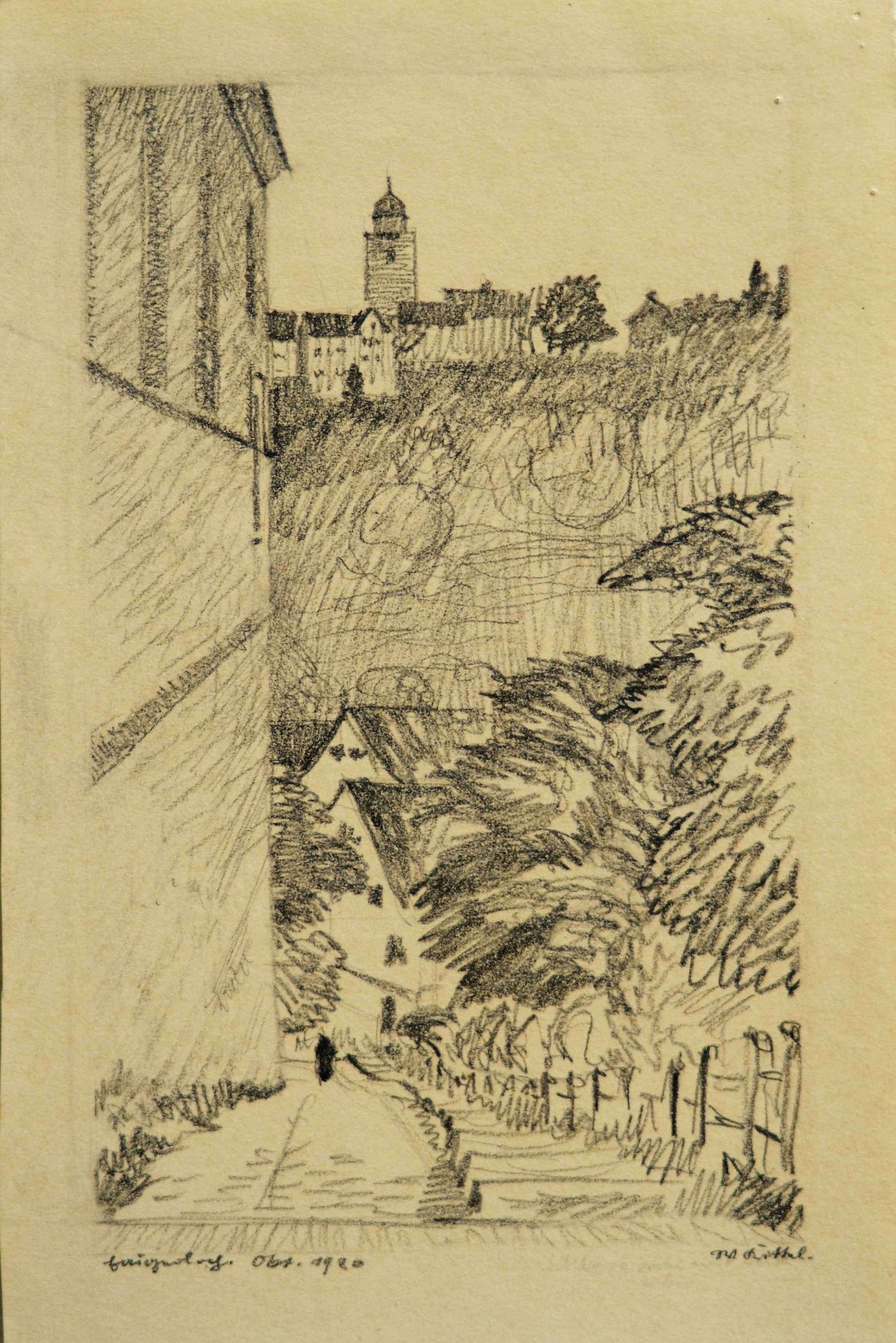
Haigerlocher Römerturm, von den Schlosstreppen aus gesehen (1920)

Haigerloch wurde im Jahr 1095 anlässlich einer in der dortigen Burg vollzogenen Schenkung erstmals urkundlich erwähnt. Bei dieser Burg handelt es sich vermutlich um die Anlage in der Oberstadt, der Burg Haigerloch, von der heute noch der Römerturm erhalten ist. Um 1200 erschienen die Grafen von Hohenberg als Ortsherren und errichteten eine neue Burg auf dem Schlossberg, um die sich die Unterstadt als Marktflecken entwickelte.
Rudolf I., ein Schwager Albrechts II. von Hohenberg-Haigerloch, verlieh das Stadtrecht 1237 an Haigerloch. 1268 tobte vor den Toren der Stadt eine Schlacht zwischen Zollern und Hohenbergern, 1291 wurde die Stadt von Graf Eberhard I. von Württemberg belagert, 1347 wurde die Stadt erneut belagert. Von 1356 an waren Oberstadt und Unterstadt verwaltungstechnisch voneinander getrennt, wurden jedoch wieder vereint, nachdem die Herrschaft Haigerloch 1381 an Österreich verkauft worden war. Die Habsburger verpfändeten den Besitz verschiedentlich, unter anderem auch an die Grafen von Württemberg.
1497 fiel die Stadt und die Herrschaft, durch Tausch mit der Herrschaft Rhäzüns, von Habsburg an die Hohenzollern. Unter Christoph von Hohenzollern-Haigerloch wurde das Gebiet um Haigerloch 1576 als Hohenzollern-Haigerloch ein unabhängiges Territorium im Gebiet des Heiligen Römischen Reiches Deutscher Nation. In dieser Periode entstand die heutige Schlossanlage auf dem Schlossberg, die die hochmittelalterliche Anlage ersetzte und die Residenz der Grafen von Hohenzollern-Haigerloch war. 1634 fielen Stadt und Herrschaft an die Linie Hohenzollern-Sigmaringen, deren Residenzstadt Haigerloch von 1737 bis 1769 war.

### Neuzeit
Nach der Abtretung an Preußen 1849 wurde Haigerloch 1854 preußische Oberamtsstadt in dem Hohenzollerische Lande genannten Gebiet. 1925 wurde das hohenzollerische Oberamt Haigerloch aufgelöst und Haigerloch kam zum Landkreis Hechingen.
Vom 18. Jahrhundert bis 1941 existierte eine große jüdische Gemeinde in Haigerloch, mit eigener Synagoge. Bis zum Ende des 19. Jahrhunderts stellten die Juden etwa 25 % der Stadtbevölkerung, der Höchststand wurde 1858 mit 397 jüdischen Menschen erreicht. Von 1940 bis August 1942 wurden zahlreiche jüdische Menschen aus Stuttgart und anderen größeren württembergischen Städten nach Haigerloch umgesiedelt; von hier wurden sie zusammen mit den jüdischen Menschen aus Haigerloch deportiert. Mindestens 84 jüdische Menschen aus Haigerloch kamen während der NS-Verfolgung ums Leben. Nach Kriegsende kehrten elf deportierte jüdische Menschen nach Haigerloch zurück. 1993 wurde ein Gedenkstein aufgestellt. Ende 1999 konnte die Stadt Haigerloch das einstige Synagogengebäude erwerben; nach mehrjährigen Restaurierungsarbeiten wurde es im November 2003 als „Haus der Begegnung“ eingeweiht.
1903 bauten die Afrikamissionare (Weiße Väter) auf der Annahalde 17 ein Missionshaus, in dem sie bis 1963 ihren Nachwuchs ausbildeten. Bis zum Jahr 2017 war das Missionshaus Anlaufstelle für alle, die an Afrika interessiert sind. Im Haus wohnten Mitbrüder, die in verschiedenen Ländern Afrikas tätig waren.
Ende 2018 erwarb eine chinesische freichristliche Gemeinschaft das Gebäude und bildete einen Schutzraum für asylsuchende, in China verfolgte Christen.
Seit 2024/2025 steht das Gebäude wieder zum Verkauf.

### Zweiter Weltkrieg und Forschungsreaktor
Während der letzten Monate des Zweiten Weltkriegs war Haigerloch ein Standort des Kaiser-Wilhelm-Institutes für Physik im Rahmen des sogenannten Uranprojektes, das die technische Nutzung der Kernspaltung zum Ziel hatte. Die Atombombe war nach heutiger Ansicht kein direktes Ziel dieser Arbeiten, sondern zunächst nur der Bau des Forschungsreaktors Haigerloch, der in einem Bierkeller unterhalb der Schlosskirche entstand. Durch beherzte Verhandlungen des Pfarrers Marquard Gulde nach Bergung der Reaktoranlage durch ein amerikanisches Kommando am 24. April 1945 entging dieser der Sprengung und enthält heute das Atomkeller-Museum mit einem Nachbau des Reaktors.

### Gemeindereform
Im Zuge der Gemeindegebietsreform in Baden-Württemberg wurde die Stadt am 1. Januar 1975 durch die Vereinigung der Stadt Haigerloch mit den Gemeinden Gruol und Owingen neu gebildet. Bereits zuvor wurden die Gemeinden Stetten bei Haigerloch (am 1. Dezember 1971), Weildorf (am 1. Januar 1972), Hart (am 1. April 1972), Bittelbronn und Trillfingen (am 1. Januar 1973) sowie Bad Imnau (am 1. August 1973) nach Haigerloch eingemeindet. Haigerloch selbst sowie sämtliche eingemeindete Orte gingen mit dem Landkreis Hechingen am 1. Januar 1973 an den Zollernalbkreis über.

## Politik

### Gemeinderat
Der Gemeinderat der Stadt Haigerloch wird nach dem System der Unechten Teilortswahl gewählt, dementsprechend ist die Gemeinde in Wahlbezirke unterteilt, die mit den Stadtteilen identisch sind und nach der baden-württembergischen Gemeindeordnung als Wohnbezirke bezeichnet werden. Dabei kann sich die Zahl der Gemeinderäte durch Überhangmandate verändern. Der Gemeinderat besteht aus den gewählten ehrenamtlichen Gemeinderäten und dem Bürgermeister als Vorsitzendem. Der Bürgermeister ist im Gemeinderat stimmberechtigt.
In allen Stadtteilen einschließlich der Kernstadt sind Ortschaften im Sinne der baden-württembergischen Gemeindeordnung mit jeweils eigenem Ortschaftsrat und Ortsvorsteher als dessen Vorsitzender eingerichtet. Die Ortschaften haben eigene Verwaltungsstellen des Bürgermeisteramtes.
Die Kommunalwahl am 9. Juni 2024 führte zu folgendem vorläufigen Endergebnis.
| Parteien und Wählergemeinschaften | Parteien und Wählergemeinschaften           | % 2024  | Sitze 2024 | % 2019 | Sitze 2019 | Kommunalwahl 2024 %6050403020100 30,71 %54,93 %11,05 %3,31 %n. k. % CDUFWSÖLBfHAGBHGewinne und Verlusteim Vergleich zu 2019 %p 12 10 8 6 4 2 0 −2 −4 −6 −8−10−4,59 %p+11,59 %p−8,17 %p+3,31 %p−2,14 %pCDUFWSÖLBfHAGBH |
| CDU                               | Christlich Demokratische Union Deutschlands | 30,71   | 6          | 35,30  | 9          | Kommunalwahl 2024 %6050403020100 30,71 %54,93 %11,05 %3,31 %n. k. % CDUFWSÖLBfHAGBHGewinne und Verlusteim Vergleich zu 2019 %p 12 10 8 6 4 2 0 −2 −4 −6 −8−10−4,59 %p+11,59 %p−8,17 %p+3,31 %p−2,14 %pCDUFWSÖLBfHAGBH |
| FW                                | Freie Wählervereinigung Haigerloch          | 54,93   | 11         | 43,34  | 12         | Kommunalwahl 2024 %6050403020100 30,71 %54,93 %11,05 %3,31 %n. k. % CDUFWSÖLBfHAGBHGewinne und Verlusteim Vergleich zu 2019 %p 12 10 8 6 4 2 0 −2 −4 −6 −8−10−4,59 %p+11,59 %p−8,17 %p+3,31 %p−2,14 %pCDUFWSÖLBfHAGBH |
| SÖL                               | Sozial-Ökologische Liste                    | 11,05   | 2          | 19,22  | 5          | Kommunalwahl 2024 %6050403020100 30,71 %54,93 %11,05 %3,31 %n. k. % CDUFWSÖLBfHAGBHGewinne und Verlusteim Vergleich zu 2019 %p 12 10 8 6 4 2 0 −2 −4 −6 −8−10−4,59 %p+11,59 %p−8,17 %p+3,31 %p−2,14 %pCDUFWSÖLBfHAGBH |
| BfH                               | Bürger für Haigerloch                       | 3,31    | 1          | –      | –          | Kommunalwahl 2024 %6050403020100 30,71 %54,93 %11,05 %3,31 %n. k. % CDUFWSÖLBfHAGBHGewinne und Verlusteim Vergleich zu 2019 %p 12 10 8 6 4 2 0 −2 −4 −6 −8−10−4,59 %p+11,59 %p−8,17 %p+3,31 %p−2,14 %pCDUFWSÖLBfHAGBH |
| AGBH                              | Aktive Gesamtstadt-Bürger Haigerloch        | –       | –          | 2,14   | 1          | Kommunalwahl 2024 %6050403020100 30,71 %54,93 %11,05 %3,31 %n. k. % CDUFWSÖLBfHAGBHGewinne und Verlusteim Vergleich zu 2019 %p 12 10 8 6 4 2 0 −2 −4 −6 −8−10−4,59 %p+11,59 %p−8,17 %p+3,31 %p−2,14 %pCDUFWSÖLBfHAGBH |
| gesamt                            | gesamt                                      | 100,0   | 20         | 100,0  | 27         | Kommunalwahl 2024 %6050403020100 30,71 %54,93 %11,05 %3,31 %n. k. % CDUFWSÖLBfHAGBHGewinne und Verlusteim Vergleich zu 2019 %p 12 10 8 6 4 2 0 −2 −4 −6 −8−10−4,59 %p+11,59 %p−8,17 %p+3,31 %p−2,14 %pCDUFWSÖLBfHAGBH |
| Wahlbeteiligung                   | Wahlbeteiligung                             | 63,94 % | 63,94 %    | 59,1 % | 59,1 %     | Kommunalwahl 2024 %6050403020100 30,71 %54,93 %11,05 %3,31 %n. k. % CDUFWSÖLBfHAGBHGewinne und Verlusteim Vergleich zu 2019 %p 12 10 8 6 4 2 0 −2 −4 −6 −8−10−4,59 %p+11,59 %p−8,17 %p+3,31 %p−2,14 %pCDUFWSÖLBfHAGBH |

### Bürgermeister
- 1850–1855: Georg Back
- 1855–1856: Johann Baptist Mock
- 1856–1890: Stephan Stehle
- 1890–1902: Max Münzer
- 1903–1926: Karl Albrecht
- 1926–1927: Hans Scheuermann
- 1927–1932: Leopold Bausinger
- 1932–1937: Heinrich Rettich
- 1937–1939: Wilhelm Winter, (als Amtsverweser)
- 1939–1945: Heinrich Rein
- 1945:–0000 Josef Dadel
- 1945:–0000 Josef Zöhrlaut
- 1946–1951: Rudolf Weltin
- 1951–1961: Hans-Joachim Baeuchle (SPD)
- 1961–1970: Manfred List (CDU)
- 1970–2006: Roland Trojan
- 2007–2023: Heinrich Götz
- seit 2023: Heiko Lebherz

Bürgermeister ist seit dem 1. Februar 2023 Heiko Lebherz (CDU). Er war zuvor Bürgermeister von Ratshausen und wurde bei der Bürgermeisterwahl am 16. Oktober 2022 mit 72,6 Prozent der Stimmen gewählt. Amtsinhaber Götz trat nicht mehr an.

### Wappen
| Wappen von Haigerloch | Blasonierung: „Von Silber und Rot geteilt.“ |
| Wappen von Haigerloch | Wappenbegründung: Das Wappen wurde letztmals am 11. Mai 1976 verliehen, ist aber wesentlich älter. Die ältesten Siegel stammen aus dem späten 13. Jahrhundert und zeigen das Wappen der Stadtgründer, den Grafen von Hohenberg, einen von Silber und Rot geteilten Schild. Seitdem wurde das Wappen nicht mehr verändert. |

### Städtepartnerschaften
Mit Noyal-sur-Vilaine in Frankreich wird seit 1973 eine Partnerschaft gepflegt.

### Raumplanung
Haigerloch gehört zusammen mit Hechingen, Burladingen, Bisingen, Rangendingen, Grosselfingen und Jungingen als Teil der Raumordnungs- und Planungsregion Neckar-Alb zum Mittelbereich Hechingen.

## Kultur und Sehenswürdigkeiten
Haigerloch liegt an der Ferienstraße Hohenzollernstraße.

### Bauwerke

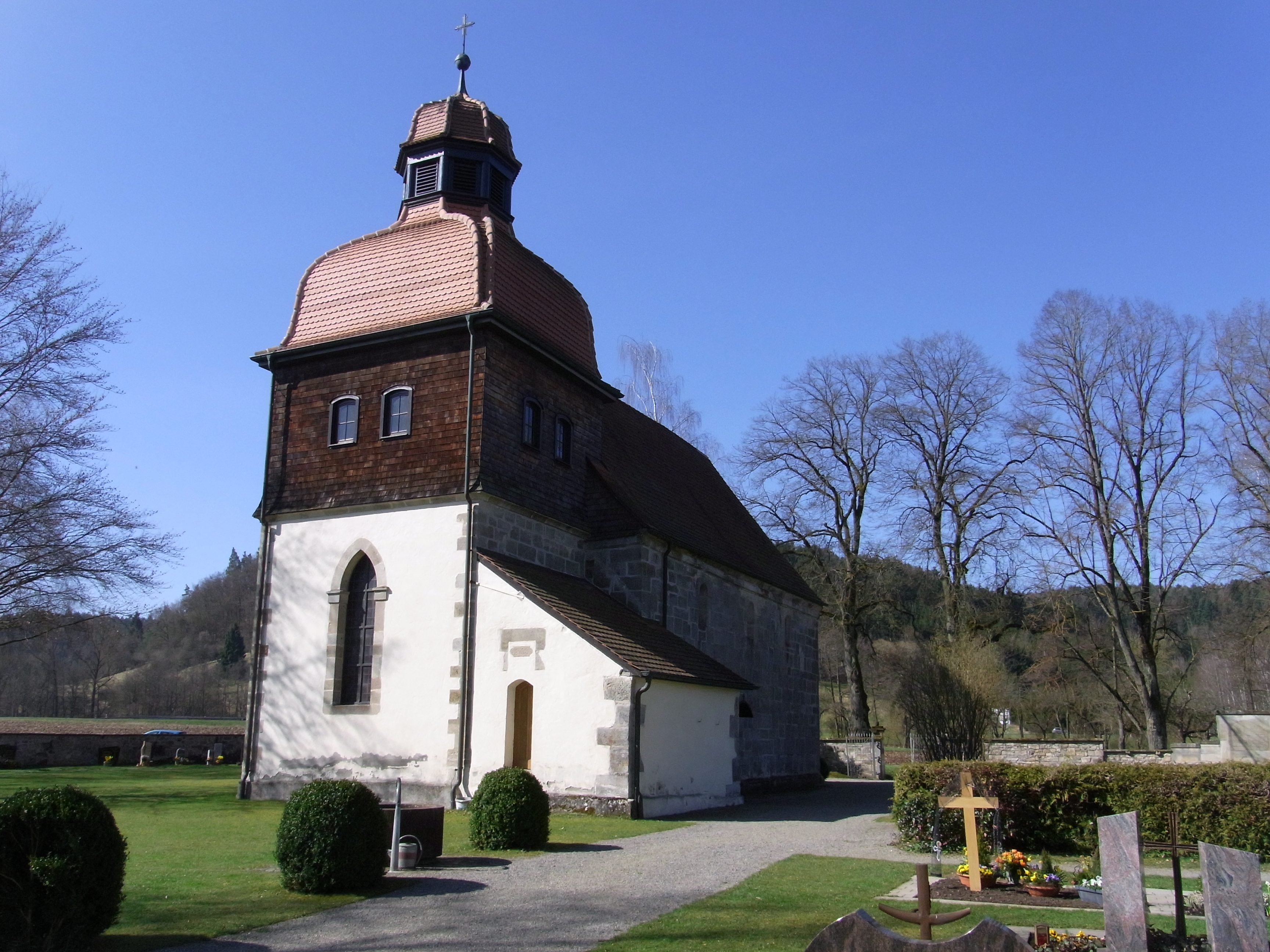
Weilerkirche in Owingen, ältestes Gotteshaus im Landesgebiet Hohenzollern

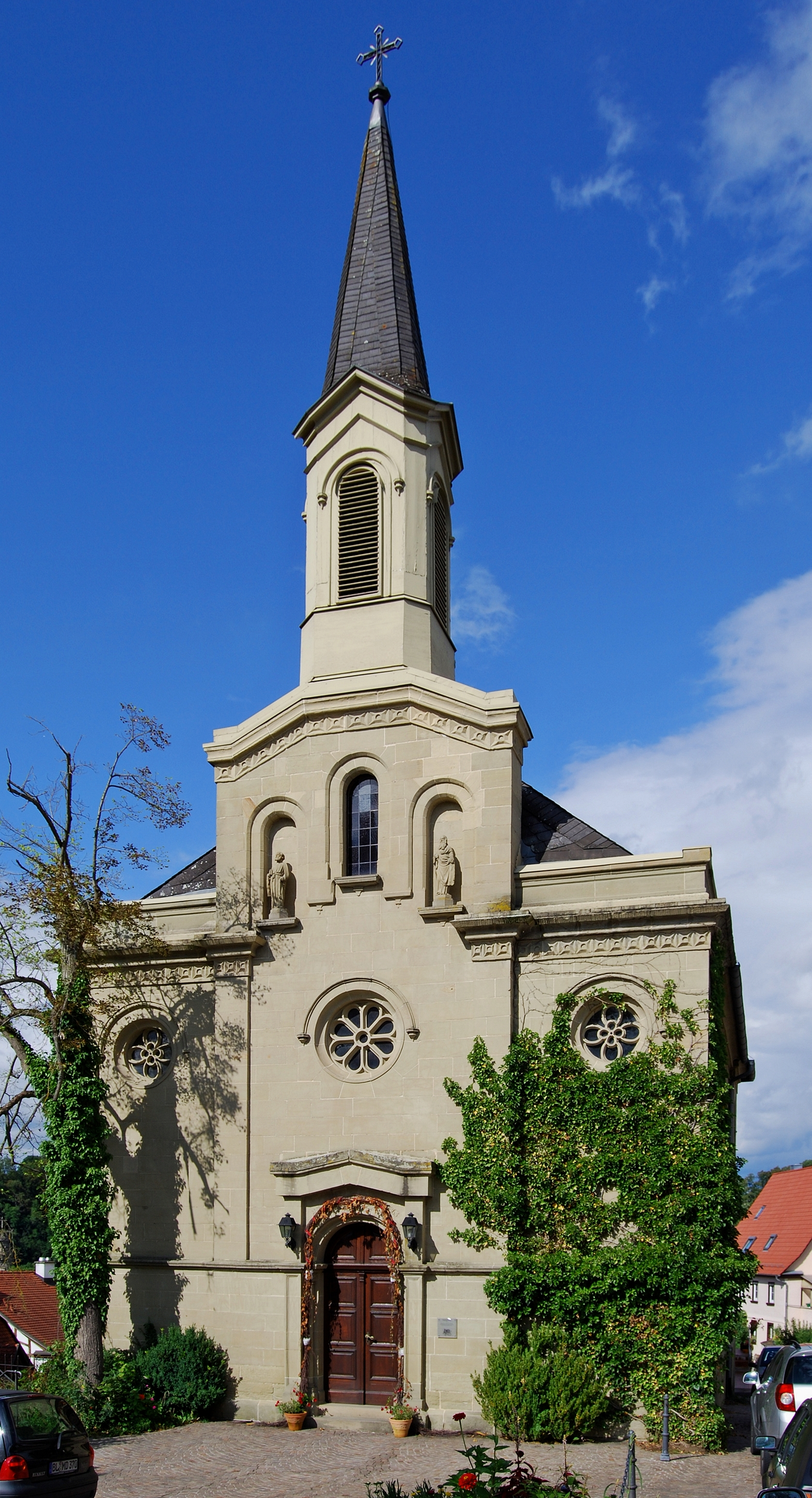
Die Evangelische Kirche

- Schloss Haigerloch: entstand um 1580 anstelle eines älteren Vorgängerbauwerks. Der Hauptbau erhielt 1662 seine heutige Gestalt durch Michael Beer, der Neue Bau entstand um 1700. Von 1947 an bis ins Jahr 1975 mit dem Verkauf des Schlosses an den Unternehmer Paul-Eberhard Schwenk, waren im Schloss eine Landwirtschafts- und Verwaltungsschule untergebracht. Dort lernten auch u. a. die beiden ehemaligen Ministerpräsidenten von Baden-Württemberg, Erwin Teufel und Lothar Späth.
- Schlosskirche Haigerloch: erbaut 1584 bis 1607 unter Graf Christoph von Hohenzollern-Haigerloch, barockisiert 1784 unter Joseph Friedrich von Hohenzollern-Haigerloch. Der 1609 geweihte Hochaltar gilt als bedeutendstes Werk der Renaissance-Plastik in Hohenzollern und weist über 60 Holzplastiken auf.
- Römerturm: Bergfried der einstigen Oberen Burg, der 1746 den heutigen Aufbau mit Wächterstube und Haube erhielt. Der Römerturm gilt als Wahrzeichen von Haigerloch und als ältestes noch erhaltenes Baudenkmal der Hohenzollern.
- Thumbsches Schlösschen: unbekannten Ursprungs, erhielt seine heutige Gestalt im 16. Jahrhundert. Seinen Namen erhielt es von einer Besitzerfamilie im 17. und 18. Jahrhundert, in neuerer Zeit siedelte sich dort die Schlossbrauerei an, die von 1723 bis 2003 bestand.
- Unterstadtkirche St. Nikolaus: älteste Kirche der Stadt, ihre ältesten Bauteile gehen auf das 12. Jahrhundert zurück.
- Wallfahrtskirche St. Anna: entstand 1753 bis 1755 und enthält reichen Barockschmuck aus der Zeit ihrer Erbauung, auch die Orgel stammt aus dem 18. Jahrhundert.
- Jüdischer Friedhof im Haag: erinnert an die einst aus über 200 Personen bestehende jüdische Gemeinde des Ortes, deren Mitglieder in der Zeit des Nationalsozialismus vertrieben oder im Holocaust ermordet wurden.
- Weilerkirche im Stadtteil Owingen
- Evangelische Kirche: Erbaut 1860 bis 1863 im neugotischen Stil. Im Altarraum der Kirche befindet sich eine originalgetreue Nachbildung von Leonardos Abendmahl, die der Haigerlocher Künstler Friedrich Schüz 1952–1953 geschaffen hat.[12]

### Museen

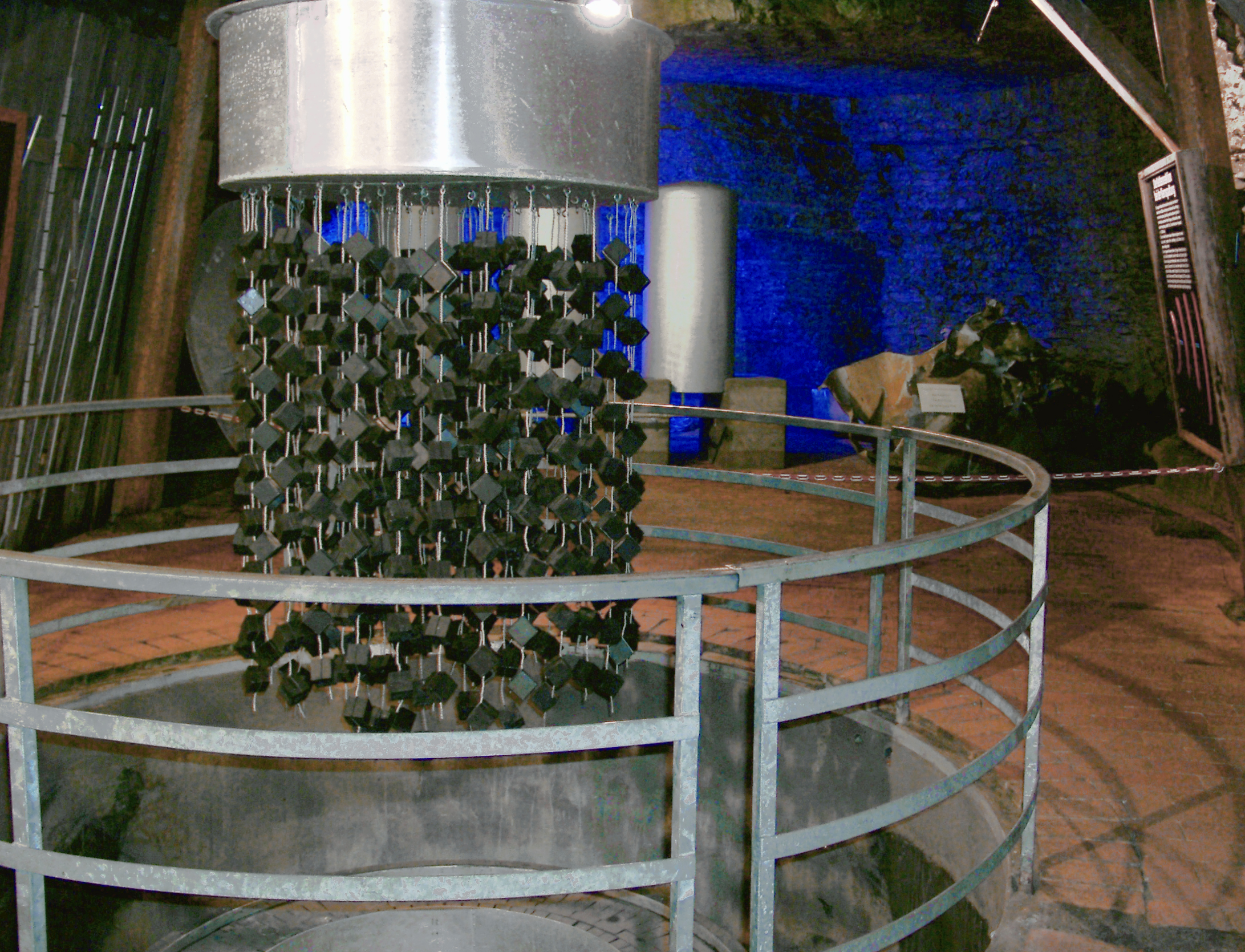
Nachbau des Reaktors im Atomkeller-Museum Haigerloch

- Atomkeller-Museum: Standort des Forschungsreaktors Haigerloch während des Zweiten Weltkriegs (Uranprojekt). Eine originalgetreue Rekonstruktion des Reaktors, verschiedene Schautafeln und Modelle sowie ein Nachbau des Experimentiertisches von Otto Hahn zeigen den Besuchern den Stand der damaligen Entwicklung.
- Kunstmuseum Schüz im alten Pfarrhaus mit einer Dauerausstellung von Werken der Brüder Martin, Friedrich und Hans Schüz.
- Städtisches Kunstmuseum in der Ölmühle mit einer Dauerausstellung von Werken Karl Hurms
- Dauerausstellung Spurensicherung – Jüdisches Leben in Hohenzollern in der ehemaligen Haigerlocher Synagoge. Mit Originalobjekten und Zeitzeugeninterviews wird an die Geschichte der Juden in Haigerloch erinnert.

### Brauchtum
Regelmäßige Fasnachtsumzüge lassen sich in Haigerloch bis in das Jahr 1606 nachweisen. Seit dem Jahr 1860 findet alle vier Jahre das traditionelle Bräuteln auf dem Marktplatz statt.
Die Narrenzunft Haigerloch ist seit 1930 Mitglied der Vereinigung Schwäbisch-Alemannischer Narrenzünfte, der ältesten und bedeutendsten Narrenvereinigung Südwestdeutschlands. Nach deren Regionaleinteilung bildet sie zusammen mit elf weiteren Traditionszünften die Fasnetslandschaft Neckar-Alb. Zu den Maskenfiguren der Haigerlocher Fasnet gehören: Der Stadtbutz (Einzelfigur), Rottweiler und Bischöfle, Weißnarren, Fledermäuse und Bräutelbuaba. Am „auseliga Dauschdig“ gibt es noch die Figuren des Domino.

### Kunst
- In der evangelischen Abendmahlskirche befindet sich eine Kopie des Heiligen Abendmahls von Leonardo da Vinci in Originalabmessungen. Geschaffen hat es in einem Zeitraum von ca. 22 Monaten der Maler Friedrich Schüz. Es wurde am Gründonnerstag 1954 eingeweiht und der Öffentlichkeit übergeben.

- Im Jahr 1987 begann die Kunsthandwerks-Ausstellung „Haigerlocher Ostereier Ausstellung“

## Wirtschaft und Infrastruktur

### Verkehr
Die Landesstraße 410 verbindet die Stadt nach Osten mit Rangendingen. Die L 360 verläuft in nördlicher Richtung über Bad Imnau zum Neckartal und in südlicher Richtung zusammen mit der Bundesstraße 463 den Zubringer zur Bundesautobahn 81.
Der Öffentliche Nahverkehr wird durch den Verkehrsverbund Neckar-Alb-Donau (NALDO) gewährleistet. Die Stadt befindet sich in der Wabe 229.
Die Bahnverbindung nach Hechingen wurde 1973 für den fahrplanmäßigen Personenverkehr aufgegeben und diente bis 2009 überwiegend dem Güterverkehr. Seit 2009 fährt mit dem Eyachtäler wieder ein vertakteter Personenzug der Hohenzollerischen Landesbahn (HzL) über die Strecke Eyach–Haigerloch–Hechingen.
Dabei handelt es sich um Touristikzüge aus Triebwagen, die an Wochenenden im Sommer verkehren. Start- und Endpunkte dieser Züge sind Hechingen und Eyach. Die Planungen für einen Integralen Taktverkehr in Haigerloch vom Taktvollknotenbahnhof Hechingen aus bedürfen großräumiger Betrachtungen.
Neue Fahrplanberechnungen ermöglichen einen Dreißig-Minuten-Takt über Horb nach Stuttgart.

### Ansässige Unternehmen
Zum Stadtteil Stetten gehört eines der wenigen in Deutschland noch aktiven Salzbergwerke, das Salzbergwerk Stetten. Dort wird seit 1854 Salz gefördert, heute befindet sich das Bergwerk im Besitz der Wacker Chemie AG.
Die SchwörerHaus KG unterhält ebenfalls in Stetten ein Werk zur Fertigung von Keller, Decken, Garagen, Beton-Fertigteile und Stahlbau.
Die Theben AG ist ebenfalls in Haigerloch ansässig.
Seit 2018 ist die Alukon KG Haigerloch, Teil der Hörmann-Gruppe, in Haigerloch ansässig.

## Söhne und Töchter der Stadt
- Albert von Haigerloch (1239–1311), Mönch im Kloster Oberalteich, als Seliger verehrt
- Salomon Schweigger (1551–1622), evangelischer Prediger und Orientreisender
- Christoph von Hohenzollern-Haigerloch (1552–1592), erster Graf von Hohenzollern-Haigerloch
- Johann Christoph von Hohenzollern-Haigerloch (1586–1620), zweiter Graf von Hohenzollern-Haigerloch
- Karl von Hohenzollern-Haigerloch (1588–1634), dritter Graf von Hohenzollern-Haigerloch
- Franz Christoph Anton von Hohenzollern-Sigmaringen (1699–1767), Domherr, erster Minister des Kurfürstentums Köln
- Christian Großbayer (1718–1782), Baumeister des Spätbarocks
- Edmunda von Kolb (1734–1799), Äbtissin des Zisterzienserinnenklosters Wald
- Simon Anton Zimmermann (1807–1876), Dirigent, Chorleiter und Komponist
- Pater Desiderius Lenz, geb. Peter Lenz (1832–1928), Maler und Begründer der Beuroner Kunstschule
- Hermann Eger (1877–1944), Politiker (Zentrum), Reichstagsabgeordneter, geboren in Weildorf
- Karl Widmaier (1886–1931), Schriftsteller
- Karl Hurm (1930–2019), Maler; geboren in Weildorf